# Age of Empires II: HD Edition
Age of Empires II: HD Edition ist ein Computerspiel-Remaster von Age of Empires II. Sie erschien am 9. April 2013 auf der digitalen Vertriebsplattform Steam für Windows. Sie beinhaltet das Originalspiel und die Erweiterung The Conquerors sowie aktualisierte Grafiken für höhere Bildschirmauflösungen. Mit der Veröffentlichung der Definitive Edition wurde das Spiel in Age of Empires II (2013) umbenannt.

## Entwicklung
Am 7. März 2013 wurde eine Neuveröffentlichung des Originalspiels angekündigt, die am 9. April exklusiv für Windows auf Steam erschien. Abgesehen vom fehlenden LAN-Modus hat diese Version inhaltlich denselben Umfang. Sie bietet jedoch verbesserte, höher aufgelöste Grafik und unterstützt mehrere Monitore sowie Funktionen des Steam-Netzwerkes etwa Einladungen zu Mehrspieler-Sitzungen und Modifikationen durch den integrierten Steam Workshop.

## Erweiterungen

### The Forgotten
Am 15. August 2013 wurde von Microsoft angekündigt, auf die Wünsche der Fans einzugehen und das inoffizielle Add-on Forgotten Empires auf Steam zu veröffentlichen. Es wurde am 7. November 2013 auf Steam veröffentlicht. Es beinhaltet verbesserte Wassereffekte und Kantenglättung, einen Zuschauer-Modus, eine Möglichkeit, direkt auf Twitch zu streamen, zwei neue Spielmodi und eine neue Kartengröße und neue Kulturen: Italiener, Inder, Inkas, Slawen und Ungarn. Das Spiel beinhaltet sechs Kampagnen, die aus drei bis fünf Einsätzen bestehen. Sie beschäftigen sich mit Alarich I., Vlad III. Drăculea, Bari, Francesco I. Sforza, der Suche nach Eldorado durch Gonzalo Pizarro und Francisco de Orellana sowie Prithviraj III. Chauhan. Weiterhin gibt es die Zusammenstellung „Vergessene Schlachten“, diese handelt in acht Szenarien von Chosrau I., Dos Pilas, dem Großen Heidnischen Heer, den Magyaren, dem Konflikt zwischen Wuyue- und Wu-Reich, der Schlacht von Kurikara, der Eroberung Zyperns durch Richard Löwenherz und der Schlacht von Bapheus.

### The African Kingdoms
Am 5. November 2015 erschien die Erweiterung The African Kingdoms auf Steam als DLC. Zu den inhaltlichen Neuerungen zählen unter anderem vier Kulturen (Berber, Äthiopier, Portugiesen und Malier), vier Kampagnen, neue Einheiten und ein neuer Sudden-Death-Modus. Die vier Kampagnen handeln von Tāriq ibn Ziyād, Sundiata Keïta, Francisco de Almeida und Gudit (Yodit); alle bestehen aus jeweils fünf Einsätzen.

### Rise of the Rajas
Die Erweiterung Rise of the Rajas von Dezember 2016 hat ihren Schwerpunkt in Südostasien. Neue Zivilisationen sind die Khmer, Birmanen, Malaien und Vietnamesen. Weitere Neuheiten sind vier weitere Kampagnen, eine verbesserte KI, neue Karten und weitere kleinere Neuerungen. Wie die zwei Erweiterungen davor ist diese Erweiterung auf Steam verfügbar. Die Kampagnen handeln von Suryavarman I., Gajah Mada, Lê Lợi und Bayinnaung.

## Rezeption
Martin Deppe rechtfertigte seine Wertung in GameStar damit, dass das originale Age of Empires 2 weiterhin ein grandioses Spiel sei, dessen Missions-Design, Spieltiefe, Umfang, Einheiten, Massenschlachten, Wirtschaftssystem weiterhin erstklassig sei und in der HD-Fassung dort keine Änderungen vorgenommen wurden. Die Änderungen für eine Wiederveröffentlichung rechtfertigen nicht den Preis der Neuauflage. Höhere Auflösungen oder detailliertes Gelände seien zu wenig. Im Mehrspielermodus wurde das Interface verschlechtert. Eigentümer des Originals werde vom Kauf der halbherzig entwickelten Neuauflage abgeraten. Sandro Odak von Gamezone bemängelte die geringen kosmetischen Änderungen und den fehlenden LAN-Modus. Der neu integrierte Steam Spielebrowser erleichtere hingegen das Matchmaking im Internet. Der Kaufpreis sei zu hoch angesetzt. Für Jörg Luibl von 4Players handele es sich um einen oberflächlichen Schnellschuss mit einem Texturpaket. Zudem sei die Performance weiterhin schlecht. Für Julian Minke von GamersGlobal handele es sich im besten Fall um eine werkgetreue Portierung bis hin zu einer Arbeitsverweigerung der Entwickler. Nervige Fehler wie Arbeiter, die sich selbst einmauern und mit Micromanagement befreit werden müssen, kosten weiterhin Nerven. Die grafischen Verbesserungen seien auch mit Mods möglich. Es wurde aufgrund von vermehrt auftretenden Lags im Mehrspielermodus vom Kauf abgeraten. Nur wer das Original nicht besitze und die Kampagne im Einzelspieler bestreiten möchte, könne das Computerspiel-Remake bedenkenlos kaufen. Die HD-Version sei spielerisch faszinierend, aber technisch unausgereift. Die Abstürze, Ruckler und Verbindungsprobleme auf modernen Rechnern seien schlicht nicht nachvollziehbar.